# Хаускирхен
Хаускирхен (нем. Hauskirchen) — коммуна (нем. Gemeinde) в Австрии, в федеральной земле Нижняя Австрия.
Входит в состав округа Гензерндорф. Население составляет 1251 человек (на 31 декабря 2005 года). Занимает площадь 22,04 км². Официальный код — 3 08 26.

## Политическая ситуация
Бургомистр коммуны — Йозеф Хубер по результатам выборов 2005 года.
Совет представителей коммуны (нем. Gemeinderat) состоит из 19 мест.
- АНП занимает 14 мест.
- СДПА занимает 5 мест.